# Lepidocyrtus vexillosus
Lepidocyrtus vexillosus is een springstaartensoort uit de familie van de Entomobryidae. De wetenschappelijke naam van de soort is voor het eerst geldig gepubliceerd in 1967 door Loksa & Bodojevic.